# Walter Tavares
Walter Samuel "Edy" Tavares da Veiga (Maio, 22 de março de 1992) é um jogador cabo-verdiano de basquetebol profissional que atualmente joga pelo Real Madrid, disputando a Liga Endesa e a EuroLiga. Foi draftado em 2014 na segunda rodada pelo Atlanta Hawks.. 
Finalmente joga no Raptors 905 onde foi eleito Melhor Quinteto, e Jogador Defensivo do Ano da NBA D-League.
Na campanha de 2017/2018 ganhou a EuroLiga, a décima Copa da Europa do Real Madrid. No início da sua segunda temporada com o Real Madri, foi eleito o Melhor Jogador do Mês do Outubro da EuroLiga, com uma média de 10,3 pontos e 9,5 rebotes.

## Estatísticas na NBA

### Temporada regular
| Ano     | Equipe    | PJ | PT | MPJ  | %FG   | %3P  | %LL  | RT   | AS  | BR | TO  | PPJ |
| ------- | --------- | -- | -- | ---- | ----- | ---- | ---- | ---- | --- | -- | --- | --- |
| 2015-16 | Atlanta   | 11 | 0  | 6.6  | .579  | .000 | .375 | 1.9  | .3  | .1 | .6  | 2.3 |
| 2016-17 | Atlanta   | 1  | 0  | 4.0  | 1.000 | .000 | .000 | 1.0  | .0  | .0 | .0  | 2.0 |
| 2016-17 | Cleveland | 1  | 0  | 24.0 | .750  | .000 | .000 | 10.0 | 1.0 | .0 | 6.0 | 6.0 |
| Total   | Total     | 13 | 0  | 7.8  | .625  | .000 | .273 | 2.5  | .3  | .1 | .9  | 2.5 |

## Prêmios e Homenagens
- Melhor Jogador do Mês du Outubro da EuroLiga: 2018-19
- Campeão EuroLiga: 2017-18
- Jogador Defensivo do Ano da NBA D-League: 2016-17
- Melhor Quinteto da NBA D-League: 2016-17
- Melhor Quinteto da Eurocup: 2014-15
- Melhor Quinteto Jovem da Liga ACB: 2013-14